# K5 Plan
Het K5 plan of de K5-gordel was een poging van de door Vietnam gesteunde Volksrepubliek Kampuchea om de grens tussen Thailand en Cambodja af te sluiten met prikkeldraad, het wegkappen van dichte begroeiing en een ongekende hoeveelheid landmijnen. Dit om troepen van de Rode Khmer (en hun bondgenoten) en hun bevoorrading te beletten om vanachter de Thaise grens Cambodja binnen te komen. Het project werd uitgevoerd van 1985 tot 1989. Dit nadat de Vietnamezen met een offensief tijdens het droogteseizoen vrijwel alle belangrijke guerrillabases langs de grens hadden veroverd.
De landmijnen langs de grens met Thailand vormen tot op de dag van vandaag een groot probleem in Cambodja. Opruimacties en voorlichting hebben er wel toe geleid dat het aantal slachtoffers dat jaarlijks valt afneemt.

## Achtergrond

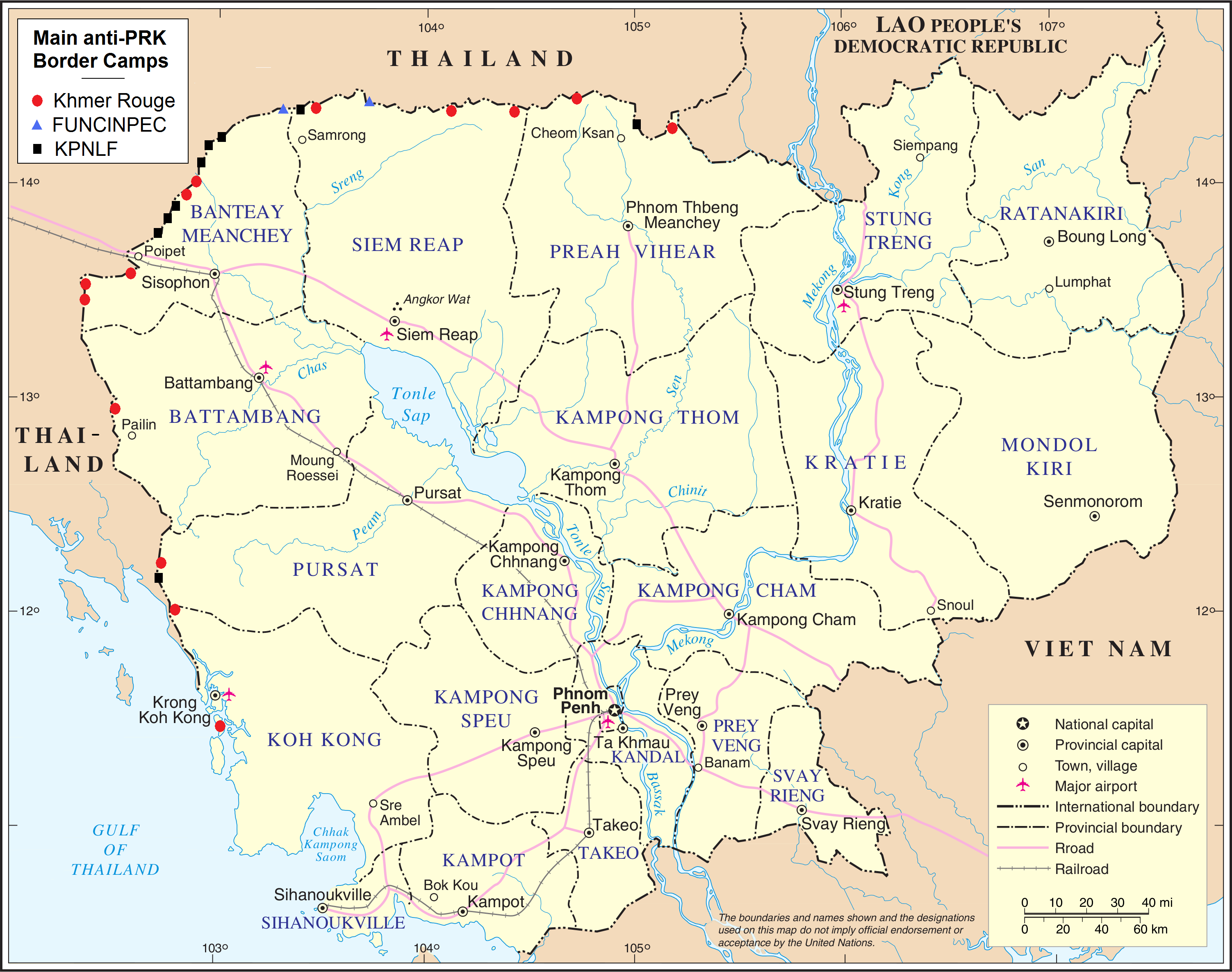
Guerrillakampen van de Rode Khmer en hun bondgenoten langs de grens met Thailand tussen 1979 en 1984

Na de omverwerping van het Rode Khmerregime door de inval van Vietnam in Cambodja waren veel Rode Khmertroepen de grens met Thailand over gevlucht. Wegens de eeuwenoude vijandschap tussen Cambodja en Vietnam waren er ook enkele anti Vietnamese rebellengroepen opgericht. Deze groepen waren in tegenstelling tot de Rode Khmer niet communistisch. Deze alliantie de Coalitieregering van Democratisch Kampuchea werd via Thais grondgebied voorzien van o.a. wapens en materieel uit China. Thailand had eveneens een eeuwenoude vijandige relatie met Vietnam en had in de Vietnamoorlog meegevochten met de Amerikanen tegen de Noord Vietnamezen. De Vietnamezen hadden een marionettenregime geïnstalleerd met bijbehorend leger; Volksrepubliek Kampuchea. Zij werden gesteund door de Sovjet-Unie.